# 大和観光 (島根県)
大和観光株式会社（だいわかんこう - ）は、島根県邑智郡美郷町に拠点を置くバスおよびタクシー事業者である。
なお、法人化するまでバス事業者としての登録は個人名で行っており、ブランド名として「大和観光」を使用していた。

## 住所
- 島根県邑智郡美郷町都賀本郷125-2

## 路線バス
美郷町内にて以下の路線を運行している。
川本・美郷線
- 石見川本 - 木路原 - 竹駅 - 乙原駅前 - 簗瀬駅前 - 美郷町役場前 - 粕渕駅 - 浜原駅前 - 二タ合谷 - 都賀行橋 - 道の駅グリーンロード大和 - 大和中学校 - 本郷 - 都賀大橋 - 大和小学校 - 上野
  - JR三江線廃止に伴う代替バス路線として、2018年4月1日に運行を開始した。多くの便は浜原駅止まりで、終点の上野まで運行する便は少ない。
  - 年末年始は運休。

布施線
- 大和小学校 - 都賀大橋 - 本郷 - 大和中学校 - 道の駅グリーンロード大和 - 大和大橋 - 笹目口 - 比敷 - 笹目口 - 宮内 - 大原口 - 八色石

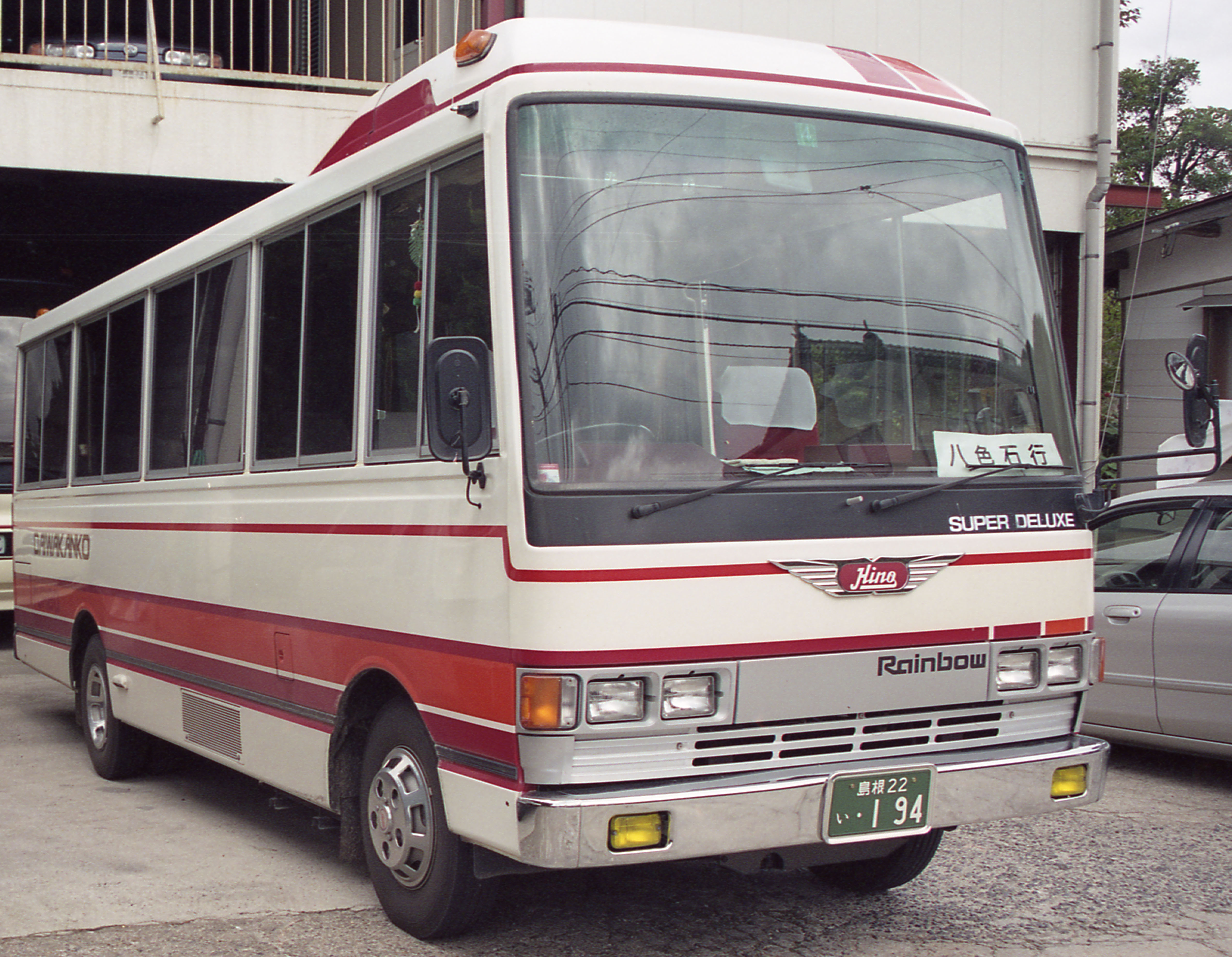
路線バスの車両（2000年当時）

  - 日曜・祝祭日・正月三が日は運休。